# La Marseillaise
La Marseillaise este imnul național al Republicii Franceze.

## Istorie
La Marseillaise a fost compusă (text inițial și muzică) de Rouget de Lisle, la Strasbourg, în noaptea de 25 / 26 aprilie 1792, după declararea războiului cu Austria. 
Titlul inițial a fost Chant de guerre pour l'armée du Rhin („Cântecul de război al armatei de pe Rin”).
La 30 iulie 1792, melodia a fost cântată de soldații republicani din Marsilia la intrarea lor în Paris, de acolo provenind numele La Marseillaise.
La 14 iulie 1795, în mod oficial, La Marseillaise a devenit imnul național al Franței.
În timpul Primului Imperiu și al Restaurației, La Marseillaise a fost interzisă, fiind introdusă din nou ca imn național la scurt timp după Revoluția din iulie 1830. În timpul celui de-al Doilea Imperiu Francez La Marseillaise nu a mai fost imn național, dar a recăpătat acest statut în timpul celei de-a Treia Republici, mai exact la 14 februarie 1879.
În anul 1944, Ministrul Educației francez a recomandat cântarea imnului în școli, lucru care astăzi nu mai este practicat. 
Constituțiile celei de-a Patra Republici (1946) și a celei de-a Cincea Republici (1958) au păstrat La Marseillaise ca imn național (articolul 2 al Constituției Franceze din 1958).
La 24 ianuarie 2003, în cadrul unei legi a „siguranței interne”, un amendament a introdus delictul de „ultraj la drapelul tricolor și la imnul național, La Marseillaise”.

## Textul original

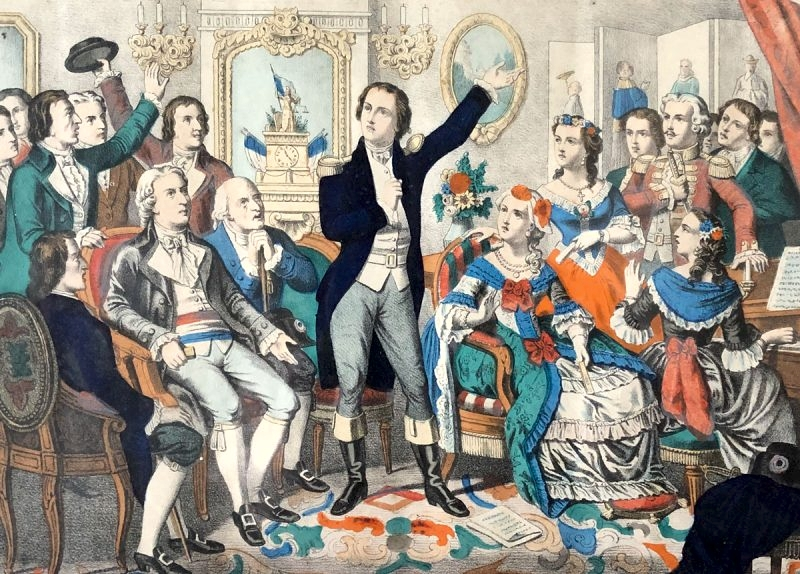
Rouget de Lisle cântă pentru prima dată La Marseillaise la Strasbourg

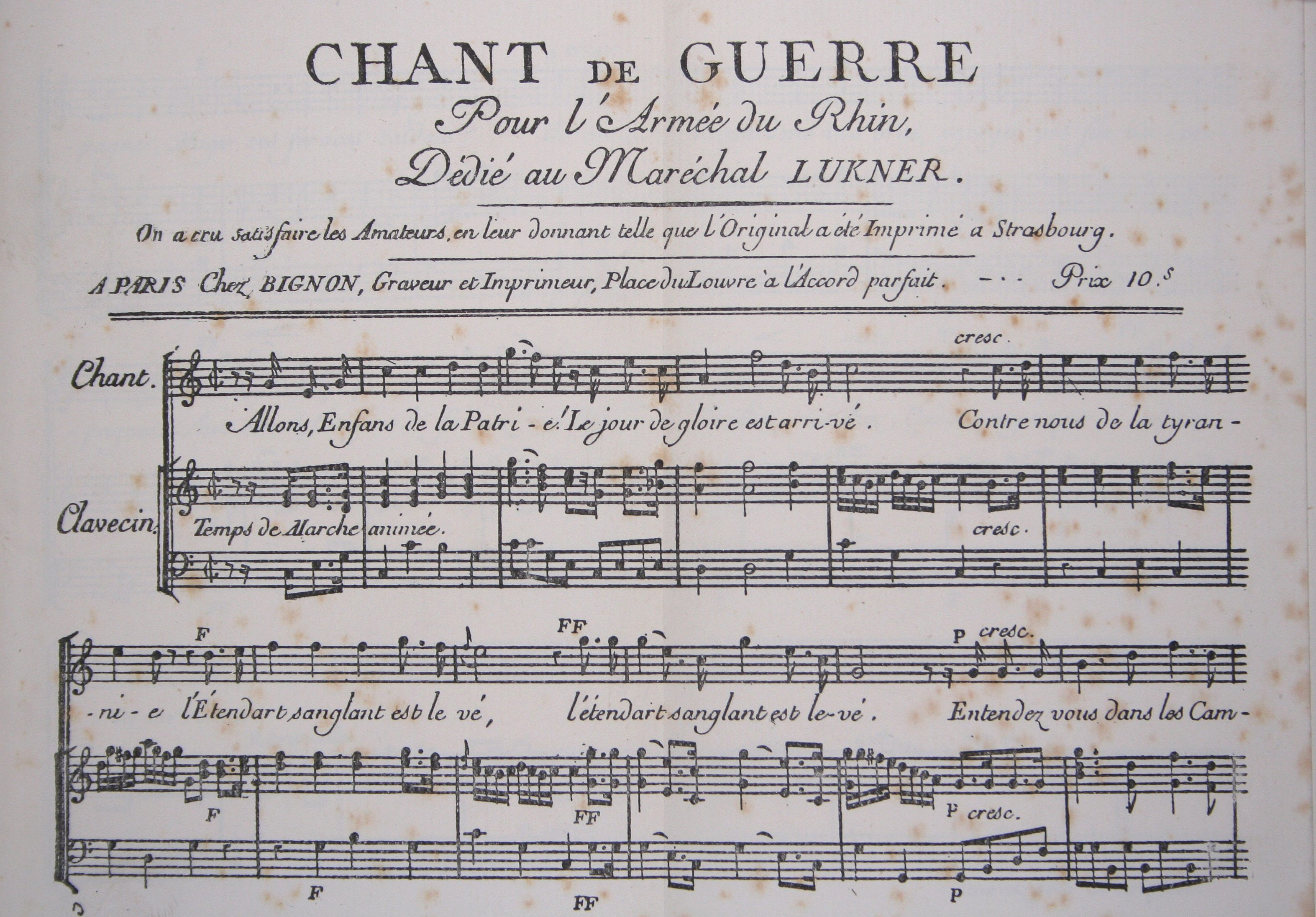
Partitură din secolul XIX.

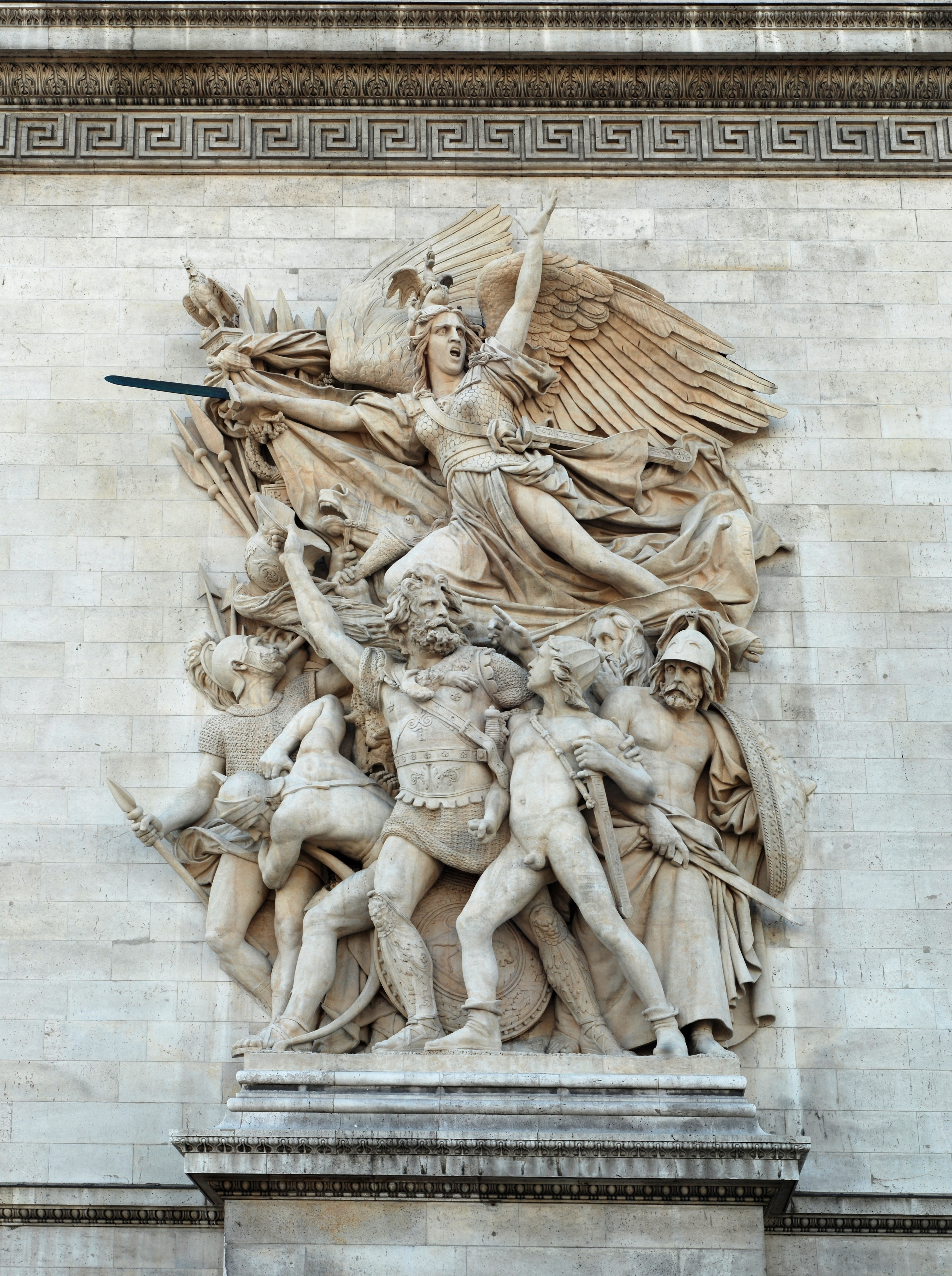
La Marseillaise, altorelief de pe Arcul de Triumf din Paris, de François Rude

Textul original în limba franceză este următorul (versiunea „oficială”):
Allons enfants de la Patrie,

Le jour de gloire est arrivé!

Contre nous de la tyrannie

L'étendard sanglant est levé,

L'étendard sanglant est levé.

Entendez-vous dans nos campagnes

Mugir ces féroces soldats?

Ils viennent jusque dans vos bras

Égorger vos fils et vos compagnes.
Refrain:
Aux armes citoyens,
Formez vos bataillons,
Marchons! Marchons!
Qu'un sang impur
Abreuve nos sillons!
Que veut cette horde d'esclaves

De traîtres, de rois conjurés?

Pour qui ces ignobles entraves

Ces fers dès longtemps préparés?

Ces fers dès longtemps préparés?

Français, pour nous, ah! quel outrage

Quel transport il doit exciter!

C'est nous qu'on ose méditer

De rendre à l'antique esclavage!
(Refrain)
Quoi! Des cohortes étrangères

Feraient la loi dans nos foyers!

Quoi! Ces phalanges mercenaires

Terrasseraient nos fiers guerriers!

Terrasseraient nos fiers guerriers!

Grand Dieu! Par des mains enchaînées

Nos fronts, sous le joug, se ploieraient.

De vils despotes deviendraient

Les maîtres de nos destinées!
(Refrain)
Tremblez tyrans, et vous perfides

L'opprobe de tous les partis,

Tremblez! vos projets parricides

Vont enfin recevoir leur prix!

Vont enfin recevoir leur prix!

Tout est soldat pour vous combattre.

S'ils tombent nos jeunes héros,

La terre en produit de nouveaux,

Contre vous, tous prêts à se battre!
(Refrain)
Français en guerriers magnanimes

Portez ou retenez vos coups!

Épargnez ces tristes victimes,

A regrets s'armant contre nous!

A regrets s'armant contre nous!

Mais ce despote sanguinaire

Mais les complices de Bouillé

Tous les tigres qui sans pitié

Déchirent le sein de leur mère!
(Refrain)
Amour Sacré de la Patrie,

Conduis, soutiens nos bras vengeurs

Liberté, Liberté chérie

Combats avec tes défenseurs!

Combats avec tes défenseurs!

Sous nos drapeaux, que la victoire

Accoure à tes mâles accents,

Que tes ennemis expirants

Voient ton triomphe et nous, notre gloire!
(Refrain)
Nous entrerons dans la carrière

Quand nos aînés n'y seront plus,

Nous y trouverons leur poussière

Et la trace de leur vertus!

Et la trace de leur vertus!

Bien moins jaloux de leur survivre

Que de partager leur cercueil,

Nous aurons le sublime orgueil

De les venger ou de les suivre.
(Refrain)

## O variantă de traducere în limba română
| Înainte, copii ai patriei! Glorioasa zi a sosit! Împotriva noastră, al tiraniei Însângerat stindard s-a înălțat, Însângerat stindard s-a înălțat. Prin câmpiile noastre auziți răcnetele nemiloșilor ostași? Vin până la voi în brațe Să vă gâtuie fiii și soațele. Refren: La arme, cetățeni, Organizați batalioanele, Înainte! Înainte! Fie ca sângele lor spurcat Să ne îngrașe brazdele! Ce vrea această hoardă de robi, de trădători și regi conspiratori? Pentru cine-s aceste lanțuri infame Aceste fiare pregătite din vreme? Francezi, pentru noi! Vai, ce jignire, Ce simțăminte trebuie să stârnească! Pe noi îndrăznesc să plănuiască Să ne readucă în străvechea robie! (Refren) Doar nu veți vrea ca străinele cohorte Să facă legea în căminele noastre! Doar nu veți îngădui ca oștile de lefegii Să-i ucidă pe mândrii noștri luptători! Dumnezeule mare! De mâini înlănțuite Frunțile noastre sub jug s-ar pleca. Despoți mârșavi ar deveni Stăpâni ai destinelor noastre! (Refren) |  | Tremurați, voi tirani, precum și voi, viclenii, Disprețuiți de toți Tremurați! intențiile voastre paricide În cele din urmă-și vor primi răsplata! Toți sunt soldați, pentru a vă înfrunta. Și de tinerii noștri eroi vor cădea Pământul va zămisli alții Gata să lupte împotriva voastră! (Refren) Francezi, ca războinici milostivi ce sunteți Loviți sau vă-nfrânați loviturile! Cruțați acele triste victime Care silite-au fost să ridice arma asupra noastră! Dar pentru acel despot însetat de sânge, Dar pentru părtașii lui Bouillé, Fiți toți ca tigrii care, fără milă, Hăcuiesc sânul mumei lor! (Refren) Sfântă iubire de Patrie, Condu și îmbărbătează brațele noastre răzbunătoare. Libertate, scumpă Libertate! Luptă alături de apărătorii tăi! Fie ca sub drapelele noastre, victoria Să vină în grabă la chemarea bărbătească, Ca dușmanii tăi, în ceasul morții, Să-ți vadă triumful, iar noi, a noastră glorie! (Refren) Vom păși pe calea vieții noastre Când bătrânii noștri n-or mai fi, Și pe acea cale le vom găsi pulberea Și urma virtuților lor! Mai bine să împărțim cu ei sicriul Decât să le supraviețuim, Vom avea sublima mândrie De a-i răzbuna sau de a-i urma. (Refren) |  |